# Directoire-stijl
Met directoire wordt een Franse kunst- en modestroming aangeduid.
De directoire-stijl bestond uit onder andere:

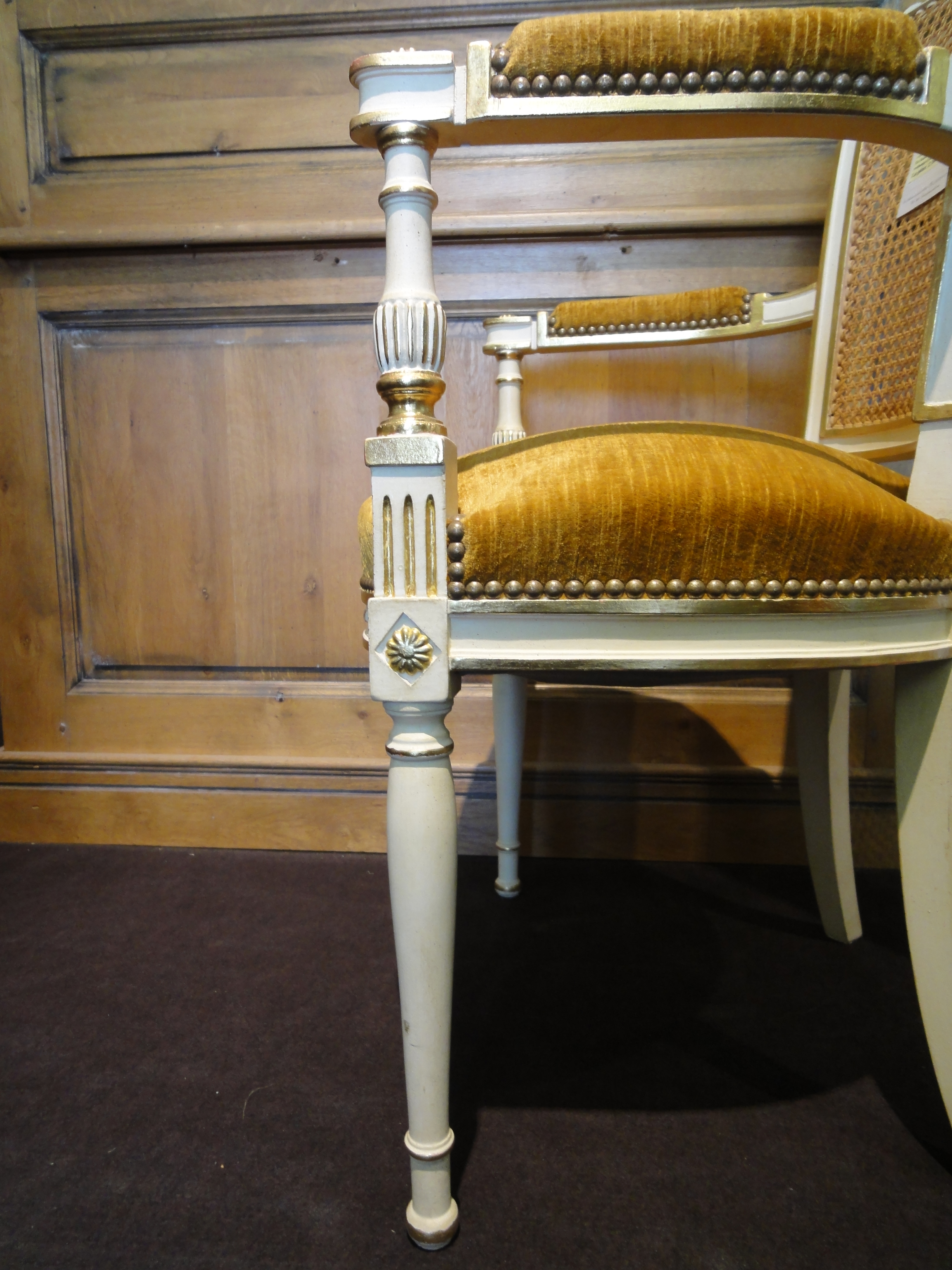
De Directoire-meubelstijl verbond de Louis XVI met de Empirestijl

- een meubelstijl die zich tijdens deze periode ontwikkelde. Het is een neoclassicistische stijl, en de opvolger van de stijl van Lodewijk XVI. De directoire stijl werd opgevolgd door die van het empire (de stijl van het keizerrijk van Napoleon).

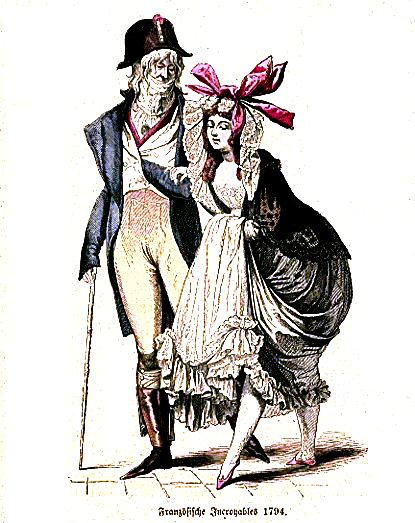
Karikatuur van de Directoire-mode: Incroyable en Merveilleuse

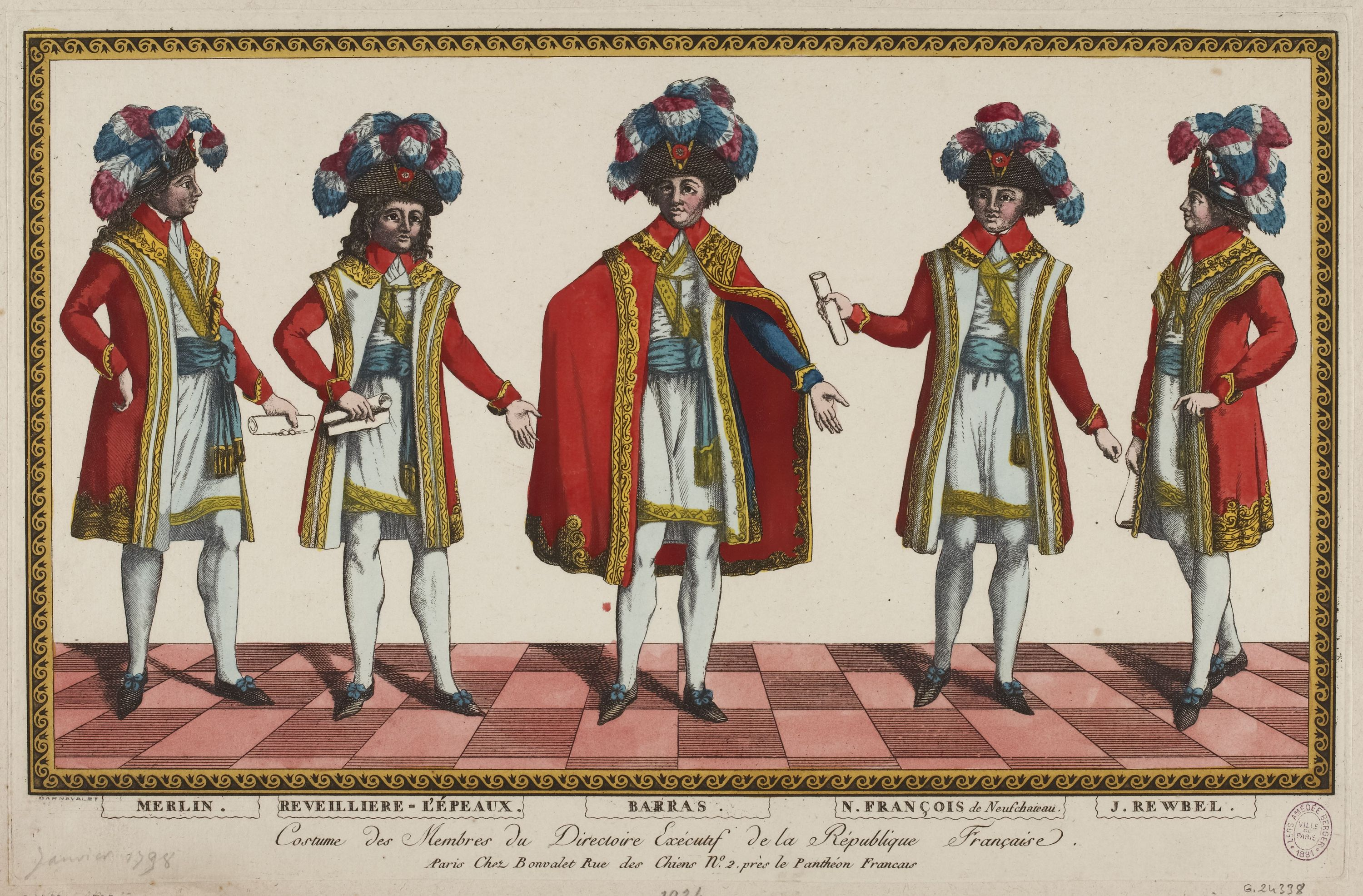
De Directeurs zelf, in een ambtsgewaad dat ook in die tijd al belachelijk was

- verschillende kostuumvormen voor mannen en vrouwen, waaronder damesondergoed dat tijdens de regering van het Directoire in zwang kwam. Het was een broekje met korte pijpjes, die met elastiek gesloten waren. "Directoire-elastiek" was nog tot voor kort een courant artikel in manufacturenzaken.
- dandyisme en geaffecteerde uitspraak (de uitroep c'est inc'oyable, ma pa'ole d'honneu' ) leverde de dandy's de bijnaam "les Incroyables" op.